# Roger Gibbon
Roger Patrick Gibbon (nascido em 9 de março de 1944) é um ex-ciclista de pista trinitário-tobagense que competiu para Trinidad e Tobago em duas edições dos Jogos Olímpicos (Tóquio 1964 e Cidade do México 1968).